# Цивілізаційний підхід
Цивілізаційний підхід — підхід до розгляду історії, що для нього є характерним акцентування уваги на факторах, що пов'язані з діяльністю суб'єкта історичного процесу (культура, свобода особистості, техніка тощо), його свободи, інтелектуальної діяльності, ролі в суспільстві тощо.
До недавнього часу в усій радянській, а, отже, і вітчизняній літературі панував так званий формаційний підхід, який випливав з марксистського вчення про те, що класова сутність держави визначається економічним чинником, станом виробничих відносин, способом виробництва в цілому, а сама держава є лише надбудовою над економічним базисом.
Протягом останніх років на зміну формаційному прийшов цивілізаційний підхід. Його основою стало поняття «цивілізація».
Одними з найбільших територіальних утворень, до яких входять держави, країни як частини цілого, є цивілізації. Просторово цивілізації охоплюють великі культурні суперсистеми. Для країнознавчого дослідження  надзвичайно важливо те, що багато суспільно-історичних процесів й особливостей країн можна побачити лише в контексті їхньої приналежності до цивілізаційного поля, частиною якого вони є. Універсальним підходом, що допомагає виділяти крупніші таксономічні одиниці – цивілізації, є врахування культурних особливостей розвитку.
Цивілізація (від лат. civilis — громадський, державний) — це спосіб життя великої спільноти людей, що посідає певну територію, сповідує свою релігію, розвиває власні культурні традиції  й систему цінностей, удосконалює оригінальний комплекс суспільно-економічних відносин. Історично сформована культурна спільність людей характеризується неповторним способом життя.
Цивілізація розвивається за власними законами і характеризується такими параметрами, як геополітичне становище, природні ресурси і господарська діяльність, етнодемографічна ситуація, державний лад і політична  система, зовнішня політика, культурно-релігійні здобутки. Саме цивілізаційний підхід дає можливість дослідити конкретний фактичний матеріал, з’ясувати місце і роль окремих країн і народів у регіональній і світовій історії.
Цивілізаційний підхід до розгляду історії не підміняє і не відміняє формаційний підхід. Цивілізаційний підхід включає в себе формаційний як складову соціальної причинності певних етапів історичного процесу. Обидва підходи мають елемент ефективності в дослідженні та поясненні розвитку суспільства, як два ракурси, що мають право на існування і які не заперечують один одного .

## Поява перших думок щодо цивілізаційного підходу та подальший розвиток
Дослідженням теорії цивілізацій за нового та новітнього часу займалися такі вчені як російський слов’янофіл М. Данилевський, російський і американський соціолог П. Сорокін, німецький філософ О. Шпенглер, німецький соціолог Макс Вебер, французький історик Ф. Бродель, англійський історик А. Тойнбі та інші видатні історики та філософи. Серед сучасних дослідників найбільш відомими є праці американського політолога С. Гантінгтона.
Американський археолог та етнограф Л. Морган у книзі «Давнє суспільство» (1877) виділив три великі періоди в історії людства дикунство  – варварство – цивілізація. Зміна періодів відбувалася завдяки значним інноваціям, які кардинально змінювали  спосіб життя людей. Перехід від дикунства  до варварства був зумовлений появою землеробства, тваринництва, винайденням гончарного круга та зміною кам’яного і дерев’яного посуду глиняним, появою тканого  одягу тощо. Важливим моментом в еволюції людства від варварства до цивілізації було: поява писемності, а також математики, астрономії;  суспільний поділ праці;  поява міст; утворення держав. Сучасне значення терміна «цивілізація» відрізняється від того, що означає певний історичний період, і відображає лише найвищий  рівень групування людей за ознакою культури.
Першу цілісну теорію, що прагнула пояснити розвиток людства з цивілізаційних позицій, напередодні другої світової війни запропонував науковий керівник Британського королівського інституту міжнародних відносин Арнольд Джозеф Тойнбі (1889-1975).  Він виділив 36 цивілізацій, однак у 12-томному «Дослідженні історії» детально описав 21 локальну цивілізацію, які охоплювали 16 регіонів, що циклічно змінювали одна одну. У ХХ  ст. з них залишилося вісім:  візантійська, російсько-ортодоксальна,  ісламська,  індуська, далекосхідна (Південно-Східна Азія), китайська, японо-корейська і західна.  Усі вони розвивалися за принципом історичної круговерті й проходили п’ять стадій: виникнення, зростання, кризу, дезінтеграцію  й загибель. Рушійною силою розвитку цивілізацій, на думку історика, слугував «життєвий порив» творчої еліти, а тривалість їхнього існування залежала від співвідношення між нечисленною елітою і нетворчою масою суспільства.
А.Тойнбі у своїй концепції підкреслює існування  тісного зв’язку цивілізації з тією чи іншою всесвітньою релігією, яка формується не з моменту зародження цивілізації, а під час кризового стану та стає своєрідною духовною відповіддю на кризу. Відповідно до цієї концепції, головним критерієм визначення культурно-історичної спільності  людей у межах світових регіонів (з історично мінливими межами) є єдність релігії, що визначає спільність історичного розвитку, звичаїв і формує стійкий регіональний  тип високої культури. Надаючи релігії  роль системотворчого цивілізаційного  критерію, А. Тойнбі використовував  поняття  релігії  не як віровчення,  а як системи, що визначає нормативні  цінності та відмінності духовного світу людей.
Релігії визначили  найсуттєвіші розбіжності між  людьми – у ставленні до духовних  цінностей, тому сакральні  стереотипи є найбільш консервативними та інерційними. Вони, на відміну  від політичних норм, здатні менше змінюватися. Наприклад, можна бути громадянином двох країн, проте неможливо бути одночасно християнином і мусульманином.
Цивілізації, чи культурні суперсистеми, значною мірою визначають основні прояви соціокультурного життя: організацію і функції малих груп і культурних систем, менталітет і поведінку індивідів, безліч конкретних історичних подій, тенденцій і процесів.
Отже, цивілізація — це простір, культурна зона, сукупність культурних характеристик і феноменів. У багатьох дефініціях саме культура  виступає основною ознакою цивілізації.
Поділ народів на цивілізації за культурними характеристиками та їх поділ на раси за фізичними характеристиками подібні між собою. Однак поняття «цивілізація» і «раса» не є тотожними. Люди однієї раси можуть бути поділені за цивілізаційною ознакою. Наприклад, великі  релігії  — християнство  й іслам — охоплюють суспільства, що належать до різних рас.
Відмінності між  людськими групами визначаються цінностями, віруваннями, інститутами та соціальними  структурами, а не расовими особливостями. Етнічні групи, національності, релігійні групи, навіть окремі села — усі вони різняться  культурою на різних рівнях  диференціації.  Диференціація  культур і цивілізацій методично складне питання. Існує кілька підходів  до виділення цивілізацій, зокрема, історичний, історико-генетичний та релігійно-світоглядний.
А. Вебер пов’язує із цивілізаціями лише чотири з п’яти світових релігій — християнство, іслам, індуїзм, конфуціанство (А. Вебер, 1990).
С. Гантінгтон підкреслює, що релігії визначили найбільш суттєві відмінності між людьми в контексті духовних цінностей, що сакральні стереотипи найбільш консервативні та інерційні. Вони менш здатні до змін, ніж, наприклад, політичні норми. Дослідник ділить людство на вісім основних цивілізацій причому основою його поділу є саме релігійна складова. Відповідно він виділяє християнсько-католицьку (західну), християнсько-православну, ісламську, індуїстську, конфуціанську та японську цивілізації. Ще дві цивілізації — африканська та латиноамериканська – виділяються ним за географічною ознакою. Також західна цивілізація включає в себе європейську та північноамериканську, а ісламська – арабську, тюркську та малайську. Цікавим є те, що за С. Гантінгтоном, одна цивілізація може охоплювати як і багато держав (Західної Європи, Латинської Америки), так і обмежуватися кордонами лише однієї країни (Японія).
М. Данилевський визначав цивілізацію, або культурно-історичний тип, як велику соціокультурну спільноту людей, що сформувалася на основі певних, лише їм притаманних універсальних цінностей. Відповідно, усі цивілізації мають свої етнографічні особливості, «племінні якості», що виявляються в особливостях психічного складу народів. Данилевський заперечував наявність загальної для всього людства цивілізації.
Згідно з концепцією Ф. Броделя, цивілізація – це простір, культурна зона, сукупність культурних характеристик і феноменів.
Теоретик світосистемного підходу І. Валлерстайн визначає цивілізацію як специфічну концентрацію світогляду, звичаїв, структур і культури, як матеріальної, так і духовної, що формує певну історичну цілісність, й існує поряд з іншими різновидами цього феномена, хоча й не завжди одночасно.
Тобто, із зазначеного вище, випливає те, що в основному культура завжди виступала основною ознакою цивілізації. Згідно з визначеннями багатьох дослідників, цивілізація – це найбільш широка культурна спільність людей. Етнічні групи, національності, релігійні групи, навіть окремі села – всі з них відрізняються характерною лише їм культурою на різних рівнях диференціації.

## Теоретичні проблеми цивілізаційного підходу

### Проблема еволюції цивілізацій
Спираючись на цивілізаційний підхід до історичного  процесу формування великих культурних регіонів світу, можна виокремити такі основні теоретичні проблеми, як джерела зародження і життя цивілізацій, проблеми розвитку  і зникнення цивілізацій.
Багато дослідників, у тому числі А. Тойнбі, вважають, що розвиток кожної регіональної цивілізації відбувається за біологічними ритмами, які визначають основні його фази: народження, зростання, злам, занепад і розпад. Якщо для стадії зростання характерний органічний тип еволюції у всіх сферах життя — соціальній, політичній, релігійній, етичній, художній, науковій, то для стадії занепаду властивий механічний тип еволюції, фактично руйнація органічного життя культури.
Динаміка цивілізації — від зародження до розпаду, відповідно до теорії А. Тойнбі, визначається законом «Виклик  Відгук», згідно з яким прогрес чи регрес цивілізації пов’язаний з адекватністю Відгуку регіонального соціуму на Виклик історичної ситуації. Народження цивілізації відбувається спонтанно за двох необхідних умов:
- стимулююча роль навколишнього середовища — Виклик;
- наявність  у соціумі  творчої меншості,  здатної створити необхідний Відгук на Виклик.

На стадії зародження цивілізації механізм закону «Виклик – Відгук», можна було б сформулювати так: навколишнє середовище в широкому його значенні кидає Виклик соціуму,  а той через свою творчу меншість відповідає на Виклик і знаходить вирішення проблеми. Виклики можуть бути зумовлені як властивостями природного середовища, так і особливостями суспільно-історичного характеру.
А.Тойнбі виокремив п’ять основних типів Викликів:
- виклик суворих країн;
- виклик нових земель;
- виклик історичних ударів;
- виклик тиску;
- виклик обмеження.

Зародженню цивілізації, як відзначав вчений, сприяють найважчі  умови. Так,  велика китайська цивілізація народилася не на берегах відносно спокійної Янцзи,  а на непокірній, бурхливій Хуанхе,  а лише потім перейшла у долину Янцзи. Не в помірному поясі сучасної території Чилі виникли цивілізації Західної півкулі, а в області Центральних  Анд, де дуже гостро стояли проблеми зрошуваного землеробства.
Географ Л. Мечніков у XIX ст. у книзі «Цивілізація і великі історичні ріки» (1995) за географічним критерієм виокремив три періоди в історії світової людської культури: річковий, середземноморський та океанічний. Він детально описав річковий період, що охоплював історію найдавніших цивілізацій — єгипетської (уздовж долини Нілу), ассіро-вавилонської (уздовж Тигру та Євфрату в Месопотамії), індуської (долини Гангу та Інду) і китайської (уздовж Хуанхе та Янцзи), які виникли за три-чотири тисячоліття до нашої ери і досягли високої культури. Основною причиною — Викликом, який визначив появу цивілізацій високого рівня організації поливного землеробства, були особливості водного режиму перелічених рік, які несуть з собою запаси родючого мулу. Щоб захистити себе від згубного впливу повеней і зберегти надлишки води для зрошення в посушливий період, соціумам необхідно було виробити відповідну соціальну організацію. Отже, сезонні цикли повеней і посух породили адекватний Відгук — суспільне регулювання  водного режиму великих історичних рік.
Дискусійною залишається проблема причин  занепаду цивілізацій. А.Тойнбі вважав, що основна причина загибелі цивілізацій криється  усередині самих цивілізацій. Коли у меншості бракує творчих сил, відбувається злам цивілізації; більшість відмовляється наслідувати меншість, відбувається руйнація соціальної єдності і ніщо вже не може зупинити розпаду цивілізації.
Творча меншість як провідний  цивілізаційний компонент  на різних етапах розвитку цивілізації поводиться по-різному. Жодна з цивілізацій не обдарована привілеєм нескінченного прогресу. Усі цивілізації, досягши розквіту, сходили зі сцени.
Щоправда, А. Тойнбі наголошував на спадкоємності цивілізацій. Вони могли перебудуватися й виникнути знову, як наприклад римляни, запозичивши культуру греків, але ніколи в попередньому вигляді й у колишніх границях.

### Проблема кількості цивілізацій
Дослідники стверджують,  що за всю історію  існування  людства, а це близько 40 тисяч років, виникли десятки тисяч соціо- культурних утворень, проте небагатьом з них вдалося виробити самостійні  форми високої культури, тобто цивілізації. У вчених немає одностайності щодо чисельності цивілізацій, однак більшість називає, щонайменше, дванадцять основних цивілізацій, сім з яких уже не існують. Зниклими вважають Месопотамську, Єгипетську, Критську, Класичну (греко-римську), Візантійську, Месоамериканську, Андську цивілізації. Існуючі цивілізації – Китайська (далекосхідна), Японська (далекосхідна), Індуїстська, Ісламська, Західна.
Відомий американський фахівець з проблем цивілізацій С.Гантінгтон виділив вісім сучасних світових  цивілізацій: західну (християнську), слов’яно-православну,  ісламську (мусульманську),  індуську, конфуціанську (китайську), синтоїстську (японську), латиноамериканську та африканську. Китайську, японську та індуську цивілізації він пропонує об’єднати в одну – азійську, оскільки, на його думку, в їхньому розвитку головну роль відіграє «тріада факторів» – релігійний, демографічний і політичний, а такі складові, як економічна і соціальна, відступають на другий план. Лінії, які розділяють цивілізації, є і будуть у майбутньому кризовими у плані виникнення етнічних конфліктів.  Ці ідеї С.Гантінгтон виклав  у статті «Зіткнення цивілізацій» (1993), згодом у книзі «Зіткнення цивілізацій та межа світу» (1996).

### Проблема меж (кордонів) цивілізацій
Чіткі границі цивілізацій визначити практично неможливо. В ході історії люди можуть змінювати свою ідентичність, оскільки культури народів взаємодіють і перекриваються , зазнаючи впливу ефектів ідентифікації, імітації й окультуризації. Значно змінюється також міра відмінності й схожості цивілізацій. Однак, попри такі «невизначеності», цивілізації являють собою значні спільноти, які окреслені границями, хоча в багатьох випадках і слабо вираженими.
Важливе методологічне значення, особливо при цивілізаційному районуванні, може мати концепція російських дослідників Л. Цимбульського і С. Хатунцева про «цивілізаційні міжсвіти», або між цивілізаційні пояси, які вони називали лімітрофами.

## Сучасні світові цивілізації

### Китайська
Дослідники відзначають існування  однієї єдиної китайської цивілізації, яка датується з 2000-1500 р. до н. е., або двох китайських цивілізацій, що послідовно змінили  одна одну в перші  століття  християнської епохи. С. Гантінгтон назвав цю цивілізацію конфуціанською, хоча більш точним вважав термін «синоїстська», оскільки він глибше описує культуру, яка пов’язує Китай, китайські спільноти в Південно-Східній Азії, а також споріднені культури В’єтнаму і частини Кореї.

### Японська
Деякі автори об’єднують японську і китайську культури під загальною назвою «далекосхідна цивілізація». Більшість дослідників розглядають японську цивілізацію як самостійну, що виникла між  100 і 400 рр. н. е. При цьому визнається суттєвий вплив китайської континентальної культури на острівну японську. Однак, як визнають багато дослідників, в Японії  конфуціанство органічно  синтезоване із синтоїзмом (від японського  слова «синто», що означає культ божества предків і природи). На відміну від Китаю, Японія створила особливу, східну за духовністю культуру, проте досить сприйнятливу до культури і технології  Заходу.

### Індуїстська
Дослідники одностайні стосовно того, що на індійському субконтиненті приблизно з 1500 р. до н.е. існувала одна (індська, індуська, хінду чи індуська) чи більше, пов’язаних спільною спадщиною цивілізацій. Причому  термін «індуська» вважається найбільше придатним для позначення сучасної цивілізації. Індуїзм відіграє провідну роль у культурі значної частини Індостану ще з 2 тис. до н.е. Незважаючи  на те, що в самій Індії  існує численна ісламська спільнота, а також значна кількість нечисленних культурних груп,  індуїзм продовжує залишатися серцевиною соціуму країни й у сучасну епоху. Подібно до терміна «синоїстський», термін «індуський» відрізняє назву цивілізації від назви держави, на території якої виникла цивілізація, поширення якої вийшло за межі державних кордонів.
Є підходи, які акцентують увагу на взаємовпливі та взаємопроникненні індо-буддійських  впливів. У такому разі говорять про індо-буддійську цивілізацію. Її етика визначається як колективістська (етико-центрична).
Центральне місце в індуїстському світогляді посідає проблема обов’язку – дхарма («триматися разом»). Це етичне поняття містить: кодекс моралі, праведність, коло обов’язків, відповідальність людини. Основне значення мають саме обов’язки людини, а не її права.

### Ісламська
Цивілізація виникла в VII ст. на Аравійському півострові. Ісламська релігія швидко поширилася в Північній Африці, на Іберійському півострові, у Центральній Азії, на Індостані  й у Південно-Східній Азії. Як наслідок, іслам охопив безліч окремих культур чи субцивілізацій, таких, наприклад, як арабська, турецька, перська і малайська. Їх об’єднує шаріат — сукупність релігійних обрядових і юридичних норм, заснованих на спільних правилах ісламу, – що у багатьох країнах забезпечує єдність світського і релігійного життя. Власне, релігією тут є самі форми життя, що суттєво відрізняє цю цивілізацію від багатьох інших, особливо від західної і православної.
На цьому ґрунті виникли різні  форми фундаменталізму,  зокрема ісламізм — політизований іслам. Однак у деяких ісламських країнах, які обрали шлях модернізації суспільства, створені світські держави на основі кемалізму  — протилежної течії фундаменталізму.  Термін «кемалізм» походить від імені турецького лідера початку  XX  ст. Мустафи Кемаля Ататюрка, який після падіння Османської імперії  повів країну  шляхом модернізації. Для цього йому довелося відокремити іслам від держави і віддати його суспільству як релігію.
Етика ісламу проста – покора. Обов’язок мусульманина – слухати і виконувати повеління влади незалежно від того, подобається це йому чи ні. З іншого боку, іслам не обмежує активність людини, стимулює її готовність боротися й померти за віру, адже це відкриє їй ворота у вічність.

### Західна
Вважають,  що ця цивілізація почала формуватися в VIII—IX ст. Вона включає такі  основні ареали: європейський, північноамериканський, австралійський, новозеландський,  південноафриканський і, ймовірно, латиноамериканський. За рівнем розвитку  протягом декількох сотень років вона відставала від багатьох інших цивілізацій.
Європейська культура  почала розвиватися між  XI і XIII ст., систематично запозичуючи досягнення візантійської й ісламської цивілізацій. У цей період Угорщина, Польща, скандинавські та прибалтійські країни  прийняли християнство, а також римське право й інші аспекти західної цивілізації, що стабілізувало східну межу цієї цивілізації. Протягом XII-XIII ст. Захід вів боротьбу за панування над Іспанією й встановив панування в Середземномор’ї. До 1500 р. відбувається ренесанс європейської культури, а розширення торгових зв’язків й технічні досягнення творять основу нової ери світової політики. Захід демонструє стійку експансію  і впливає на інші цивілізації.
Наприкінці XV ст. до Заходу остаточно відходить Іберійський півострів, до цього зайнятий  маврами. У цей же час починається португальське  проникнення в Азію, а іспанське — в Північну та Південну  Америку. Наступні 250 років уся Західна півкуля і велика частина Азії  потрапляють  під європейське правління  чи панування.  Проте наприкінці XVIII ст. настає кінець безпосереднього європейського контролю спочатку в США, потім на Гаїті, на більшій частині Латинської Америки. Однак у другій половині XIX ст. Захід інтенсивно поширює свій контроль на Африку, Індостан та інші регіони Азії, а на початку XX ст. підкорює Близький Схід, за винятком Туреччини. До 1914 р. європейці чи колишні європейські колонії (в обох Америках) контролювали  84% поверхні земної суші, а 1920 р. цей показник був ще вищим, оскільки значна частина Османської імперії була поділена між Великою Британією, Францією та Італією. Внаслідок наступної деколонізації в XX ст. Захід втрачає переважну частину залежних  територій. Сьогодні Захід ототожнюється з тим, що раніше називалося західним християнством.

### Православна
А.Тойнбі вважав,  що історичні передумови виникнення православної цивілізації аналогічними тим, які виявляються в основі західної історії. Еллінське  суспільство стало «батьком» двох «синів». Розрив між католицькою і православною церквами 1054 р. завершив процес диференціації суспільних структур, внаслідок чого спочатку  у Візантії, а потім і в державах, які прийняли православ’я пізніше, почала формуватися самостійна цивілізація. Уже в Середньовіччя православне християнство було цілковито відмінним від західного християнства.
На відміну від Заходу, де між Добром і Злом лежить особливий світ – сфера держави і права, де діє повага і контракт, суспільний договір, слов’янська духовність ділить світ лише на Добро і Зло, між якими стоїть людина, в якій йде боротьба між цими двома протилежними началами.
Моральні закони і норми ґрунтуються на десяти заповідях, покликаних формувати поведінку людини, впливаючи на її внутрішній, духовний світ. Вони значною мірою виконують ті функції, які на Заході притаманні нормам права.

### Латиноамериканська
Латинська Америка володіє порівняно яскраво вираженою ідентичністю, що відрізняє  її від Європи і Північної Америки. Хоча її походження і пов’язане з західнохристиянською цивілізацією, проте вона інтегрує  місцеві культури, подібних  до яких в Європі не існує,   а в Північній Америці  вони були знищені.
Латинська Америка  може також розглядатися або як субцивілізація в межах західної цивілізації, або як окрема цивілізація, що тісно пов’язана з Заходом і внутрішньо роз’єднана в питанні приналежності до Заходу.

### Африканська
Більшість відомих фахівців, окрім Ф. Броделя, заперечують існування окремої африканської цивілізації. Північна частина Африканського континенту і його східне узбережжя  на- лежать до ісламської цивілізації.
Особливу культуру представляє Ефіопія.  У Південній Африці спочатку  голландські, потім французькі, а згодом англійські поселенці сформували європейську культуру, значно доповнену африканським племінним компонентом. Свого часу європейський імперіалізм приніс  християнство  значній  частині  континенту на південь від Сахари. Однак у цій частині  Африки  домінують  різні племінні ідентичності і язичество. На ґрунті трайбалізму виникають численні локальні  та міждержавні збройні конфлікти, які забирають життя сотень тисяч людей, а живих спонукують до вимушеної міграції.